# Skalltjärnen (Hällesjö socken, Jämtland)
Skalltjärnen är en sjö i Bräcke kommun i Jämtland och ingår i Ljungans huvudavrinningsområde. Sjöns area är 0,02 kvadratkilometer och den befinner sig 324,9 meter över havet.